# 모리타 요헤이
모리타 요헤이(森田洋平 もりた ようへい, 1979년 10월 20일 ~ 일본 도쿄도 주오구)은 일본의 언론인이며 NHK 소속의 남성 아나운서이다. 혈액형은 A형이며 아무로 나미에의 팬이기도 하다. 그리고 고양이도 좋아하다.

## 생애 및 입사
모리타 요헤이 아나운서는 1979년 10월 20일 일본 도쿄도 주오구(중앙구.中央区)에서 태어났다. 그는 코오교쿠샤 중학교와 고등학교를 졸업하고 도쿄 대학 경제 학부를 졸업했다. 그는 2003년 NHK에 입사했는데 동기는 하시모토 나오코 아나운서이다. 그는 첫 발령지인 NHK 나가사키 방송국에서 시작해서 NHK 나가노 방송국과 NHK 오사카 방송국에서 2013년부터 2016년 4월 1일까지 활동하다가 2016년 4월 2일부터 2021년 3월 31일까지 무려 5년여동안 NHK 방송 센터에서 활동하다가 2021년 봄 개편에 따라 NHK 오사카 방송국으로 옮겼다.

## 특이 사항
그의 취미는 무대 감상과 런닝이고 그리고 그는 아무로 나미에의 열렬한 광팬이기도 하다.